# استاله (استخر) کوشمغان
استاله (استخر) کوشمغان مربوط به دوران‌های تاریخی پس از اسلام است و در سمنان، بلوار ۱۷ شهریور، جنوب سازمان فنی و حرفه‌ای واقع شده و این اثر در تاریخ ۹ اردیبهشت ۱۳۸۲ با شمارهٔ ثبت ۸۶۱۵ به‌عنوان یکی از آثار ملی ایران به ثبت رسیده است.